# Per Gammelgaard
Per Gammelgaard (født 28. juni 1948 i Aarhus) er forfatter og bibliotekar.
Han voksede op i landsbyen Ormslev, hvor hans forældre drev en købmandshandel. Han uddannede sig til bibliotekar i 1973 og flyttede til Frederikshavn, hvor han stadig bor.
Per Gammelgaard debuterede i 1972 med digtsamlingen Min mormor og John Coltrane. Flere digtsamlinger fulgte, og i 1982 debuterede han som romanforfatter med "Er du hjemme Johanne?". Den blev efterfulgt af "Dreng i bakspejlet" og "Tre skridt fra solen". Som børnebogsforfatter fik Per Gammelgaard et gennembrud i 2000 med "ABCDille" – en idérig ABC-billedbog med noget så ualmindeligt som en gennemgående handling fra A til Å. Han skriver desuden de populære serier "Ane-bøgerne", "Den lyseblå Baron" og "Brumme & Kurt".
Som voksenbogsforfatter er Per Gammelgaard kendt som en dygtig stilist, der afsøger livet i provinsens yderste kanter. Blandt hans nyere prosabøger kan nævnes "Decembers grønne mørke", "Forårsviolin", "Den gule Enke" og "Stella". I 2010 udkom den selvbiografiske roman "Den frie købmands søn". I 2014 udkom kærlighedsromanen "Sådan som vi elsker" og kortprosasamlingen "Dyt for Stanley!" Romanen "Englekrøller" udkom i 2016 og i 2018 udkom romanen "Dør om dør".
Per Gammelgaard har modtaget arbejdslegater fra Statens Kunstfond, H.P. Lund og Hustrus legat og Poeten Poul Sørensens legat. Han har boet i Jyllands-Postens legatbolig i Berlin og i Klitgården på Skagen.